# Anar Karimov
Anar Gabil oglu Karimov (en azerí: Anar Qabil oğlu Kərimov; Füzuli, 3 de junio de 1977) es político azerbaiyano, exministro de Cultura de Azerbaiyán.

## Biografía
Anar Karimov nació el 3 de junio de 1977 en Füzuli. En 1998 recibió su licenciatura en Lengua árabe y Filología de la Facultad de Estudios Orientales de la Universidad Estatal de Bakú. En 2003 obtuvo una mastería en Relaciones internacionales y Diplomacia de la Facultad de las Relaciones Internacionales de la Academia de Administración Pública de Azerbaiyán. Asistió a los cursos diplomáticos en Irak (Universidad al-Mustansiriya), Egipto (Instituto de Estudios Diplomáticos), Austria (Academia Diplomática de Viena), Italia (Instituto Internacional de Derecho Humanitario), Polonia (Comité Internacional de la Cruz Roja) y otros países.
Habla ruso, inglés y fránces. Es casado y tiene tres hijos.

## Carrera política
Anar Karimov empezó su carrera diplomática como agregado y tercer secretario en el Departamento de Derechos Humanos, Democratización e Asuntos Humanitarios del Ministerio del Exterior de Azerbaiyán en 2000. Desde 2004 hasta 2008 trabajó como tercer y segundo secretario de la Embajada de la República de Azerbaiyán en Bélgica y de la Representación de la Unión Europea. De 2008 a 2009 se desempeñó como Primer Secretario del Departamento de Cuestiones Humanitarias y Sociales del Ministerio del Exterior de Azerbaiyán. En los años 2010-2014 trabajó como asesor y encargado de negocios de la Representación de la República de Azerbaiyán en la Unesco.
El 23 de mayo de 2014, por órdenes del Presidente de Azerbaiyán, Anar Karimov alcanzó el rango de Enviado Especial y  Plenipotenciario y fue nombrado el Delegado Permanente de la República de Azerbaiyán ante la Unesco.
El 9 de julio de 2019 Anar  le fue otorgado el título de Embajador Extraordinario y Plenipontenciario. El 20 de julio de 2020, por órdenes del Presidente de Azerbaiyán, Anar Karimov fue nombrado Primer Viceministro y Ministro interino de Cultura.
El 5 de enero de 2021, por la orden del Presidente de Azerbaiyán, Ilham Aliyev, Anar Karimov se nombró Ministro de Cultura de la República de Azerbaiyán y fue destituido del cargo de Primer Viceministro y Ministro interino de Cultura. El 22 de diciembre de 2022 fue despedido de su cargo como ministro de cultura.

## Premios y títulos
- Orden "Por el servicio a la patria" (3º grado) – el 1 de agosto de 2019[10]